# Portret Evarista Péreza de Castro

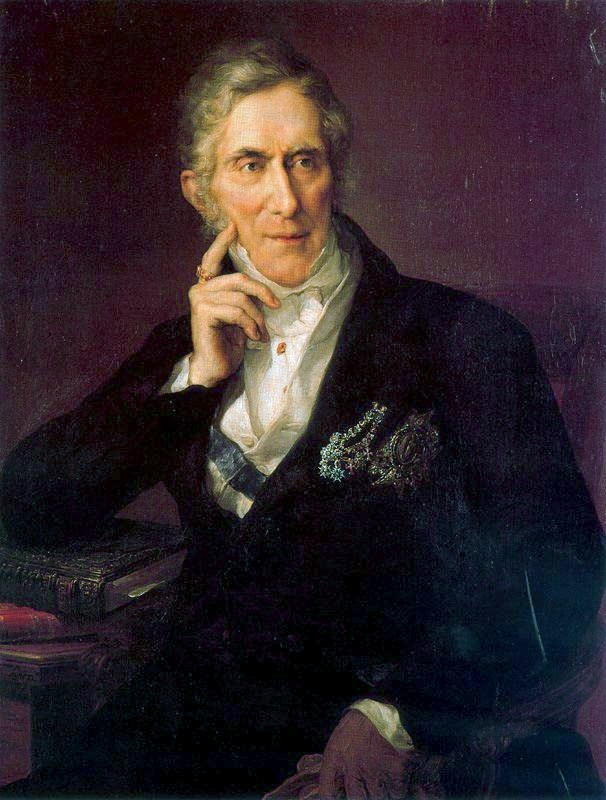
Evaristo Pérez de Castro Vicente López Portaña, 1839

Portret Evarista Péreza de Castro lub Portret mężczyzny lub Portret rysownika (hiszp. Evaristo Pérez de Castro, Retrato de un hombre lub Retrato de un dibujante) – obraz olejny hiszpańskiego malarza Francisca Goi (1746–1828), znajduje się w kolekcji Luwru. 

## Okoliczności powstania
Identyfikacja modela nie jest pewna. Tradycyjnie przyjmuje się, że jest nim polityk i pasjonat sztuki Evaristo Pérez de Castro (1778–1848). Wnuk polityka rozpoznał go na portrecie będącym częścią wystawy Goya 1900, która odbyła się w 1900 w Madrycie. Nie ma jednak innych źródeł potwierdzających tożsamość modela, takich jak dokumentacja zlecenia czy inskrypcja. W katalogu wystawy z 1900 obraz figuruje pod tytułem Portret rysownika. Poza i atrybuty wskazują, że był to artysta lub pasjonat sztuki, osoba z kręgu przyjaciół Goi. Możliwe, że przedstawia jednego z pomocników z warsztatu Goi lub jednego z licznych artystów epoki, których nazwiska i twórczość nie zostały udokumentowane. Poza mężczyzny jest bardzo zbliżona do portretu Bartolomé Suredy y Miserola oraz markiza de San Adrián, co sugeruje datę powstania ok. 1804. 

## Opis obrazu
Mężczyzna został przedstawiony w półpostaci, oparty o stół. Na stole leży kałamarz z piórem oraz rysunki, które zwisają z brzegu stołu. Artysta prawdopodobnie właśnie je wykonał. W prawej ręce trzyma metalową obsadkę z węglem rysowniczym na jednym końcu i białą kredą na drugim. Jest ubrany w elegancki szary frak z szerokimi klapami. Biała koszula wykończona wysoko pod szyją ożywia kompozycję. Pogodnie spogląda w kierunku widza. Światło pada z lewego górnego rogu, oświetlając głównie twarz i częściowo postać mężczyzny.

## Proweniencja
Obraz należał do kolekcji Manuela Solera y Alarcón w Madrycie i Paula Durand-Ruela w Paryżu. W 1902 został nabyty przez Muzeum w Luwrze.